# Euphranta burtoni
Euphranta burtoni är en tvåvingeart som beskrevs av Hardy 1973. Euphranta burtoni ingår i släktet Euphranta och familjen borrflugor.
Artens utbredningsområde är Thailand. Inga underarter finns listade i Catalogue of Life.